# Jesús Eduardo Zavala
Jesús Eduardo Zavala (Monterrey, Új-León, 1987. július 21. –) egy mexikói válogatott labdarúgó, aki jelenleg a CF Monterreyben játszik középpályásként. A Monterreyjel kétszeres mexikói bajnok.

## Pályafutása

### Klubcsapatokban
A mexikói első osztályú bajnokságban 2006. február 11-én lépett először pályára szülővárosának csapatában, a CF Monterreyben, amikor idegenben 0–1-es győzelmet arattak a Toluca felett. Azóta folyamatosan a Monterreyben játszik, két bajnoki címet is nyert itt (2009 Apertura, 2010 Apertura).

### A válogatottban
A válogatottban először 23 évesen, 2011 februárjában lépett pályára egy Bosznia-Hercegovina elleni barátságos mérkőzésen. 2011-ben szerepelt a CONCACAF-aranykupán részt vevő válogatottban, csereként a döntőben is pályára lépett, majd számos barátságos és vb-selejtező-mérkőzést is játszott. Szintén beválogatták a 2013-as konföderációs kupára nevezett keretbe. 2015-ben nem volt válogatott, de 2016-ban ismét bekerült a nemzeti csapatba.

#### Mérkőzései a válogatottban
| Mexikó | Mexikó               | Mexikó                                     | Mexikó           | Mexikó   | Mexikó              | Mexikó                          | Mexikó | Mexikó  |
| #      | Dátum                | Helyszín                                   | Hazai            | Eredmény | Vendég              | Kiírás                          | Gólok  | Esemény |
| ------ | -------------------- | ------------------------------------------ | ---------------- | -------- | ------------------- | ------------------------------- | ------ | ------- |
| 1.     | 2011. február 9.     | Atlanta, Georgia Dome                      | Mexikó           | 2 – 0    | Bosznia-Hercegovina | barátságos                      | 0      | 88'     |
| 2.     | 2011. június 1.      | Denver, Invesco Field                      | Mexikó           | 3 – 0    | Új-Zéland           | barátságos                      | 0      | 46'     |
| 3.     | 2011. június 18.     | East Rutherford, New Meadowlands Stadium   | Mexikó           | 2 – 1    | Guatemala           | CONCACAF-aranykupa, negyeddöntő | 0      | 82'     |
| 4.     | 2011. június 25.     | Pasadena, Rose Bowl                        | Egyesült Államok | 2 – 4    | Mexikó              | CONCACAF-aranykupa, döntő       | 0      | 75'     |
| 5.     | 2011. szeptember 4.  | Barcelona, Estadi Cornellà-El Prat         | Mexikó           | 1 – 0    | Chile               | barátságos                      | 0      |         |
| 6.     | 2011. november 11.   | Santiago de Querétaro, Estadio Corregidora | Mexikó           | 2 – 0    | Szerbia             | barátságos                      | 0      | 91'     |
| 7.     | 2012. január 25.     | Houston, Reliant Stadium                   | Mexikó           | 3 – 1    | Venezuela           | barátságos                      | 0      | 55' 56' |
| 8.     | 2012. február 29.    | Miami Gardens, Sun Life Stadium            | Mexikó           | 0 – 2    | Kolumbia            | barátságos                      | 0      | 35' 66' |
| 9.     | 2012. május 27.      | New York, MetLife Stadium                  | Mexikó           | 2 – 0    | Wales               | barátságos                      | 0      | 73'     |
| 10.    | 2012. május 31.      | Chicago, Soldier Field                     | Mexikó           | 2 – 1    | Bosznia-Hercegovina | barátságos                      | 0      |         |
| 11.    | 2012. június 3.      | Arlington, Cowboys Stadium                 | Mexikó           | 2 – 0    | Brazília            | barátságos                      | 0      |         |
| 12.    | 2012. június 8.      | Mexikóváros, Estadio Azteca                | Mexikó           | 3 – 1    | Guyana              | vb-selejtező                    | 0      |         |
| 13.    | 2012. június 12.     | San Salvador, Estadio Cuscatlán            | Salvador         | 1 – 2    | Mexikó              | vb-selejtező                    | 1      | 60'     |
| 14.    | 2012. augusztus 15.  | Mexikóváros, Estadio Azteca                | Mexikó           | 0 – 1    | Egyesült Államok    | barátságos                      | 0      |         |
| 15.    | 2012. szeptember 7.  | San José, Estadio Nacional de Costa Rica   | Costa Rica       | 0 – 2    | Mexikó              | vb-selejtező                    | 1      | 52'     |
| 16.    | 2012. szeptember 11. | Mexikóváros, Estadio Azteca                | Mexikó           | 1 – 0    | Costa Rica          | vb-selejtező                    | 0      |         |
| 17.    | 2013. március 22.    | San Pedro Sula, Estadio Olímpico           | Honduras         | 2 – 2    | Mexikó              | vb-selejtező                    | 0      |         |
| 18.    | 2013. március 26.    | Mexikóváros, Estadio Azteca                | Mexikó           | 0 – 0    | Egyesült Államok    | vb-selejtező                    | 0      |         |
| 19.    | 2013. május 31.      | Houston, Reliant Stadium                   | Mexikó           | 2 – 2    | Nigéria             | barátságos                      | 0      |         |
| 20.    | 2013. június 4.      | Kingston, Independence Park                | Jamaica          | 0 – 1    | Mexikó              | vb-selejtező                    | 0      |         |
| 21.    | 2013. június 7.      | Panamaváros, Estadio Rommel Fernández      | Panama           | 0 – 0    | Mexikó              | vb-selejtező                    | 0      |         |
| 22.    | 2013. június 11.     | Mexikóváros, Estadio Azteca                | Mexikó           | 0 – 0    | Costa Rica          | vb-selejtező                    | 0      |         |
| 23.    | 2013. június 16.     | Rio de Janeiro, Maracanã Stadion           | Mexikó           | 1 – 2    | Olaszország         | konföderációs kupa, csoportkör  | 0      | 86'     |
| 24.    | 2013. június 22.     | Belo Horizonte, Estádio Mineirão           | Japán            | 1 – 2    | Mexikó              | konföderációs kupa, csoportkör  | 0      |         |
| 25.    | 2013. augusztus 14.  | New York, MetLife Stadium                  | Mexikó           | 4 – 1    | Elefántcsontpart    | barátságos                      | 0      | 63'     |
| 26.    | 2013. szeptember 10. | Columbus, Columbus Crew Stadium            | Egyesült Államok | 2 – 0    | Mexikó              | vb-selejtező                    | 0      |         |
| 27.    | 2013. október 11.    | Mexikóváros, Estadio Azteca                | Mexikó           | 2 – 1    | Panama              | vb-selejtező                    | 0      | 74' 83' |
| 28.    | 2013. október 15.    | San José, Estadio Nacional de Costa Rica   | Costa Rica       | 2 – 1    | Mexikó              | vb-selejtező                    | 0      |         |
| 29.    | 2014. január 29.     | San Antonio, Alamodome                     | Mexikó           | 4 – 0    | Dél-Korea           | barátságos                      | 0      | 55'     |
| 30.    | 2014. április 2.     | Glendale, University of Phoenix Stadium    | Egyesült Államok | 2 – 2    | Mexikó              | barátságos                      | 0      | 45'     |
| 31.    | 2016. február 10.    | Miami, Marlins Park                        | Mexikó           | 2 – 0    | Szenegál            | barátságos                      | 0      | 58'     |
|        | Összesen             |                                            |                  | 31       | mérkőzés            |                                 | 2      | gól     |